# Tannsjön, Hälsingland
Tannsjön är en sjö i Söderhamns kommun i Hälsingland och ingår i Norralaåns huvudavrinningsområde. Sjön är 2,5 meter djup, har en yta på 0,456 kvadratkilometer och befinner sig 78,1 meter över havet. Sjön avvattnas av vattendraget Laxbäcken.

## Delavrinningsområde
Tannsjön ingår i det delavrinningsområde (680675-155541) som SMHI kallar för Utloppet av Tannsjön. Medelhöjden är 86 meter över havet och ytan är 2,1 kvadratkilometer. Det finns ett avrinningsområde uppströms, och räknas det in blir den ackumulerade arean 13,27 kvadratkilometer. Laxbäcken som avvattnar avrinningsområdet har biflödesordning 2, vilket innebär att vattnet flödar genom totalt 2 vattendrag innan det når havet efter 21 kilometer. Avrinningsområdet består mestadels av skog (68 procent). Avrinningsområdet har 0,44 kvadratkilometer vattenytor vilket ger det en sjöprocent på 21,1 procent.